# Edenburg (Pennsylvanie)
Edenburg (parfois Ededburg) est une census-designated place située dans le comté de Berks, dans le Commonwealth de Pennsylvanie, aux États-Unis. Sa population, qui s’élevait à 681 habitants lors du recensement de 2010, est estimée à 729 habitants au 1er juillet 2020.